# Ferrerías (przystanek kolejowy)
Ferrerías – przystanek kolei wąskotorowej FEVE w Narón, w Galicji, w Hiszpanii.
| Ferrerías                     |  |       |
| Linia Ferrol – Gijón (9,3 km) |  |       |
| Xuviaodległość: 1,6 km        |  | Sedes |